# Eutelia petrificata
Eutelia petrificata là một loài bướm đêm trong họ Noctuidae.